# 牛筋草黑粉菌
牛筋草黑粉菌（学名：Ustilago idonea）是属于黑粉菌目黑粉菌科黑粉菌属的一种真菌，寄生在牛筋草上。该种分布于中国等地。